# Francavilla di Sicilia
Pour les articles homonymes, voir Francavilla.
Francavilla di Sicilia est une commune de la province de Messine, dans la région Sicile, en Italie.

## Géographie
Francavilla di Sicilia se trouve au centre de la vallée de l'Alcantara, au nord de l'Etna, sur la rive gauche du fleuve Alcantara. Sur son territoire, on trouve aussi le fleuve San Paolo et le torrent Zavianni qui sont deux affluents de l'Alcantara.

## Histoire
Francavilla est née entre l'année 1000 et l'année 1100. Les premières données connues sont liées à la personne de San Cremete, un ermite qui vivait pendant la domination arabe sur une plate-forme de roche dans la zone dénommée Placa. Aujourd'hui cette plate-forme est connue avec le nom de « A Badiazza ». Quand le comte Roger de Hauteville est passé dans cette zone avec sa suite, Cremete lui a demandé une aide afin de construire un monastère sur la roche où il vivait sa vie solitaire.
Le comte Roger a consenti et entre les années 1090 et 1100 a été construit le monastère de San Salvatore di Placa où se sont établis les moines de l'ordre de Basiliano. Autour se sont formés alors des agglomérations de maisons. Au début, elles étaient habitées seulement par des groupes de paysans qui travaillaient pour les moines vu que Roger avait établi que toutes les terres qui pouvaient être vues par le monastère étaient propriété du couvent.

## Administration
| Période                                  | Période  | Identité           | Étiquette             | Qualité    |
| ---------------------------------------- | -------- | ------------------ | --------------------- | ---------- |
| 2002                                     | 2012     | Salvatore Nuciforo | Uniti per Francavilla | pharmacien |
| 2012                                     | En cours | Pasquale Monea     | Uniti per Francavilla | pharmacien |
| Les données manquantes sont à compléter. |          |                    |                       |            |

### Hameaux
Villaggi Schisina (à l'abandon).

### Communes limitrophes
Antillo, Castiglione di Sicilia, Fondachelli-Fantina, Malvagna, Montalbano Elicona, Motta Camastra, Novara di Sicilia, Tripi.